# سده ۱۵ (خورشیدی)
| سده‌ها: | سده ۱۴ - سده ۱۵ - سده ۱۶                          |
| دهه‌ها: | ۱۴۰۰ ۱۴۱۰ ۱۴۲۰ ۱۴۳۰ ۱۴۴۰ ۱۴۵۰ ۱۴۶۰ ۱۴۷۰ ۱۴۸۰ ۱۴۹۰ |

سده ۱۵ هجری خورشیدی در گاهشماری هجری خورشیدی یا قرن پانزدهم (خورشیدی) سده‌ای است که پس از قرن ۱۴ هجری خورشیدی از تاریخ ۱/۱/ ۱۴۰۱ (خورشیدی) آغاز گردیده و پس از گذشت صد سال در پایانِ اسفند سال ۱۵۰۰ هجری خورشیدی به پایان می‌رسد.

## رویدادها
- ۱۴۰۱
  - فروریختن ساختمان متروپل
  - کشته‌شدن مهسا امینی، وقوع خیزش ۱۴۰۱ ایران و آغاز جنبش زن، زندگی، آزادی
  - وقوع بحران ارزی ۱۴۰۱ ایران[۲] و در نهایت رسیدن قیمت سکه طلا از ۱۵ میلیون به رکورد ۳۰ میلیون تومان در ۴ اسفند[۳] و رسیدن قیمت دلار آمریکا از ۳۰ هزار تومان به رکورد ۶۰ هزار تومان در ۷ اسفند ۱۴۰۱[۴]
  - حمله ۱۴۰۱ حرم شاهچراغ
  - باخت تیم ملی ایران در مقابل انگلیس و آمریکا و پیروزی مقابل ولز در جام جهانی فوتبال ۲۰۲۲
  - آغاز مسمومیت زنجیره‌ای در مدارس دخترانه ایران
- ۱۴۰۲
  - عضویت اصلی ایران در سازمان همکاری شانگهای به صورت رسمی[۵]
  - حمله ۱۴۰۲ حرم شاهچراغ[۶]
- ۱۴۰۳
  - درگیری ۲۰۲۴ ایران و اسرائیل
  - سانحه سقوط بالگرد حامل رئیس‌جمهور و کشته شدن سید ابراهیم رئیسی و همراهانش

## رویدادهای مهم نجومی
- ۳۰ اسفند ۱۴۱۲ - خورشیدگرفتکی کلی (مسیر سایه: بوشهر، فارس، کرمان، یزد، خراسان جنوبی)
- ۱۱ اردیبهشت ۱۴۳۹ - خورشیدگرفتکی کلی (مسیر سایه: آذربایجان غربی)
- ۱۳ شهریور ۱۴۶۰ - خورشیدگرفتگی کلی (مسیر سایه: خرمشهر، اهواز، خلیج فارس)

. . .
- ۲۳ آبان ۱۴۱۱ - گذر کامل عطارد
- ۱۶ آبان ۱۴۱۸ - گذر کامل عطارد
- ۱۹ آذر ۱۴۹۶ - گذر زهره

...
- ۱۸ شهریور ۱۴۱۹ - اجتماع سیارات و ماه[۷]

## یافته‌ها و نوآوری‌ها
تکنولوژی: افق ۱۴۰۴

## دهه‌ها و سال‌ها

### دهه‌ها:
۱۴۱۰٬۱۴۲۰٬۱۴۳۰٬۱۴۴۰٬۱۴۵۰٬۱۴۶۰٬۱۴۷۰٬۱۴۸۰٬۱۴۹۰٬۱۵۰۰

### سال‌ها:
۱۵۰۰...،۱۴۰۱٬۱۴۰۲٬۱۴۰۳